# مهرجان الطماطم في مقاطعة لودرديل
مهرجان الطماطم في مقاطعة لودرديل هو احتفال سنوي للطماطم يقام في مقاطعة لودرديل مدينة ريبلي في الولايات المتحده الأمريكيه.
بالإضافة إلى مسابقة الطماطم ومحاولة كسر الرقم القياسي ل «أطول ساندوتش طماطم في العالم», تشمل أحداث المهرجان الملاهي المتنقله، معرض «للكنوز الخاصة»، عرض للبطاقات العتيقه ويرمي فيه الناس بعضهم البعض بالطماطم.

## التاريخ
بدأ المهرجان في عام 1984 والذي كان يقام في ميدان المدينة، والتي تضمنت إظهار للمواهب المحلية، تذوق الطماطم وعديد من الأنشطة الترفيهيه للأطفال